# Denis Flahaut
Denis Flahaut (né le 28 novembre 1978 à Valenciennes) est un coureur cycliste français. Son palmarès comprend plusieurs victoires chez les professionnels où il  évolue entre 2006 et 2015.

## Biographie

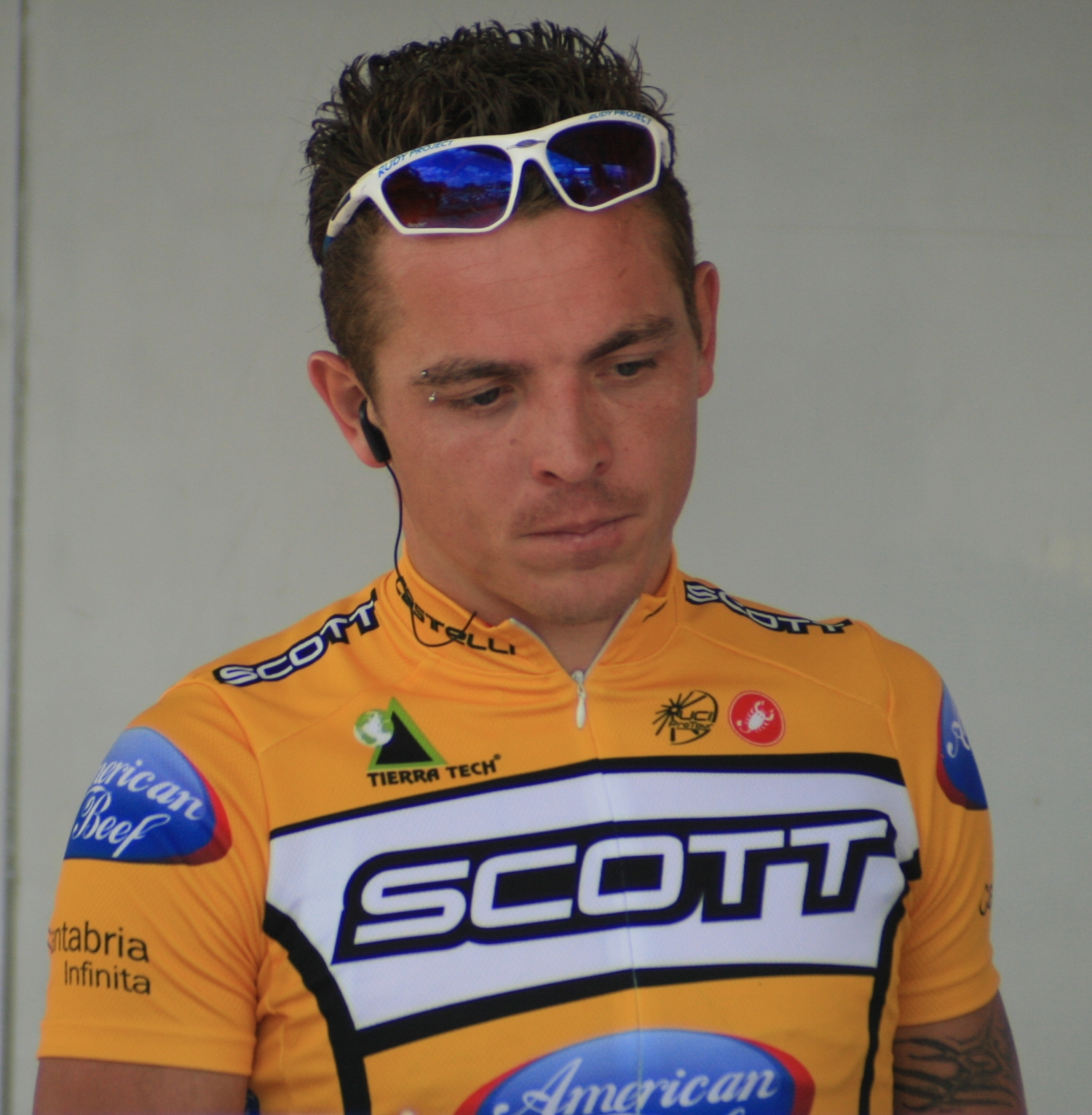
Denis Flahaut lors de l'Eneco Tour 2008.

Denis Flahaut commence le cyclisme à l'UV Fourmies. Il évolue ensuite au sein du Bataillon de Joinville, de Super Sport 23 La Creuse, chez BigMat Auber 93 et à l'EC Raismes Petite-Forêt La Porte du Hainaut. Avec ce club, il remporte le championnat régional Nord-Pas-de-Calais de cyclo-cross et trois étapes du Tour du Faso en Afrique.
Denis Flahaut passe professionnel en septembre 2005 dans l'équipe belge Flanders et remporte sa première victoire à ce niveau lors du Mere Kampioenschap van Oost-Vlaanderen en 2006.
Membre de l'équipe Jartazi en 2007, il s'adjuge quatre victoires lors d'épreuves inscrites au calendrier de l'UCI Europe Tour dont la Neuseen Classics et le Mémorial Arno Wallaard.
Ces succès attirent l'attention de l'encadrement de l'équipe espagnole Saunier Duval en quête d'un sprinter. Convaincu par une simple video visionnée sur Internet, le directeur sportif Joxean Fernández Matxín lui fait signer un contrat avec sa formation ProTour. Il commence l'année 2008 par une victoire d'étape sur le Tour d'Andalousie et des places d'honneur lors du Challenge de Majorque et du Tour Down Under.
Il rejoint Landbouwkrediet en 2009 et s'impose lors du Grand Prix du 1er mai et du Prix national de clôture en Belgique.
En 2010, il court sous les couleurs de l'équipe ukrainienne ISD Continental Team. Il gagne trois courses, le Grand Prix de Denain dans le département du Nord, le Circuit du Pays de Waes et le Grand Prix de Tallinn-Tartu.

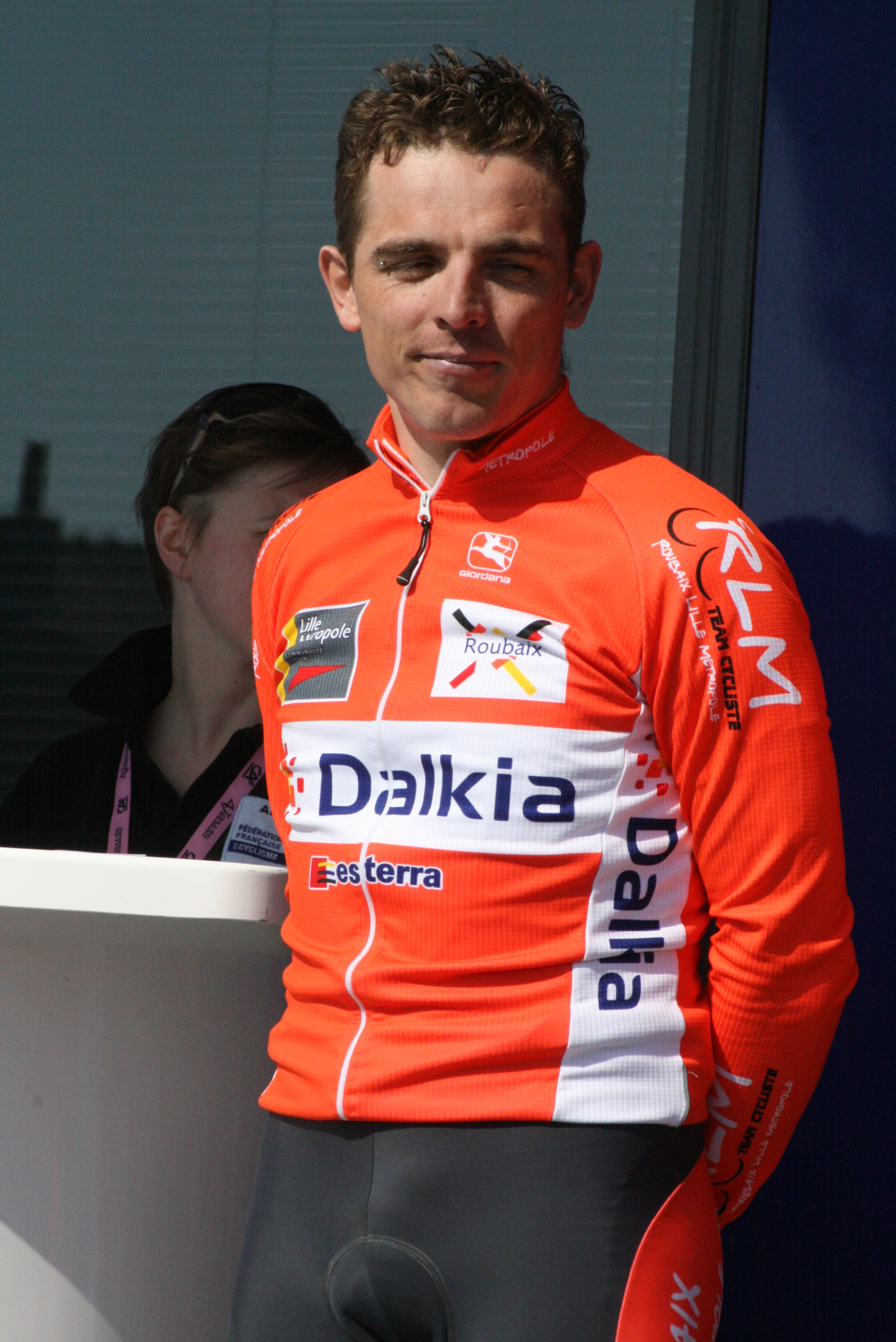
Denis Flahaut lors des Quatre Jours de Dunkerque 2011.

En 2011, Denis Flahaut signe, pour la première fois depuis ses débuts chez les professionnels, un contrat avec une formation française. Il s'engage au sein de l'équipe continentale Roubaix Lille Métropole et gagne le Grand Prix de Lillers-Souvenir Bruno Comini ainsi que le Critérium de Douchy-les-Mines pour sa première saison dans les rangs des Roubaisiens. 
L'année suivante il remporte la première étape de Paris-Arras Tour et échoue au pied du podium derrière Nacer Bouhanni, Arnaud Démare et Adrien Petit lors des  championnats de France de cyclisme sur route.
Le 18 janvier 2013, Peter Bauwens, manager de l'équipe Colba-Superano Ham, annonce la signature de Denis Flahaut dans son équipe. Le natif de Valenciennes ne parvient pas à glaner le moindre succès au cours de l'année. Il obtient cependant quelques places d'honneur notamment lors du Critérium d'Amiens où il se classe septième et de la Kermesse de Wanzele Lede qu'il boucle en neuvième position. 

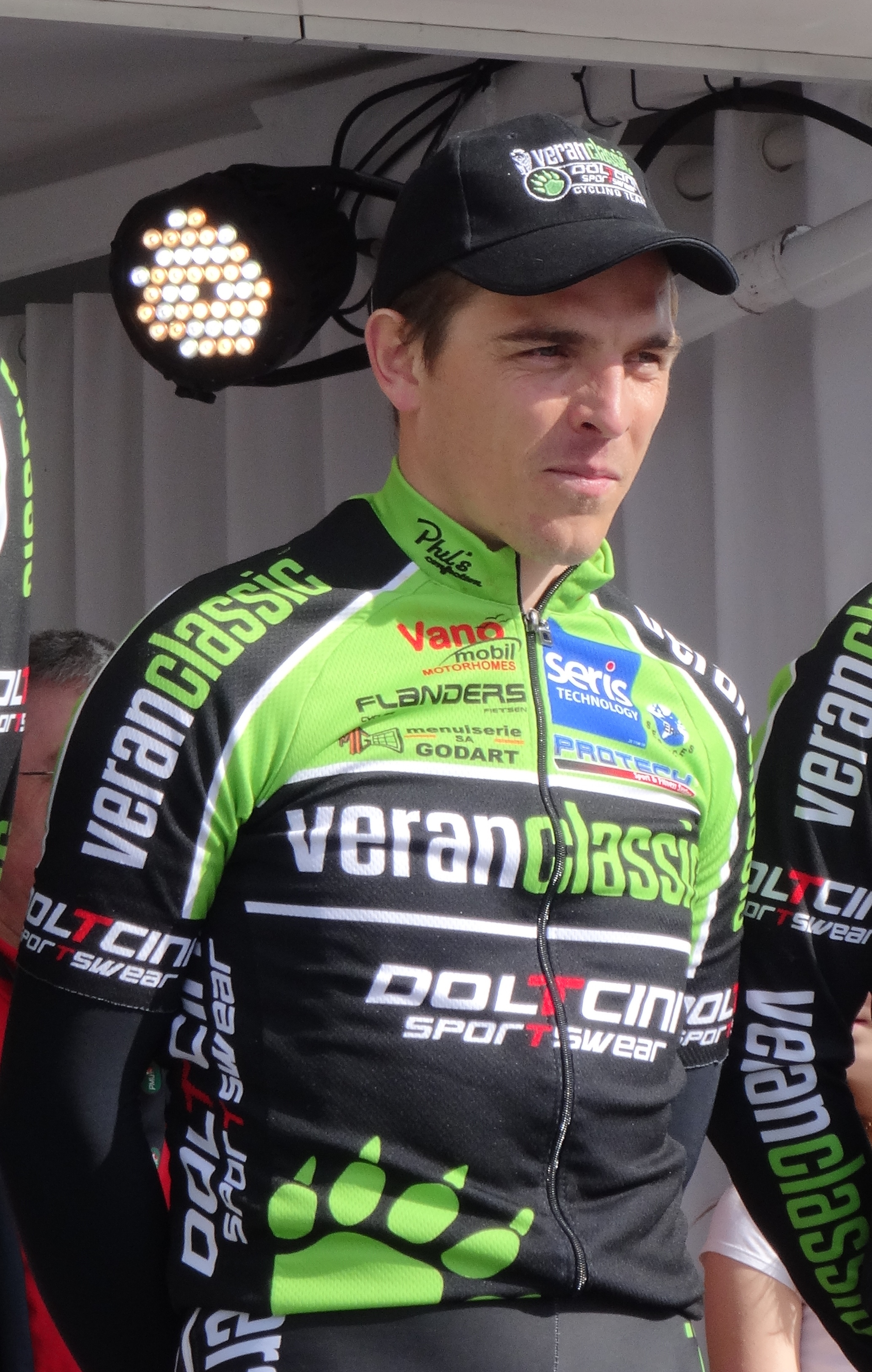
Denis Flahaut lors du Grand Prix de Denain 2014.

Comme le Picard Fabien Bacquet, il fait le choix de rejoindre l'équipe continentale belge Veranclassic-Doltcini pour la saison 2014. Il quitte cette formation en fin d'année. La presse spécialisée annonce dans un premier temps sa signature en faveur du club d’Ottignies-Perwezmais il s'engage finalement avec la formation CCT-Champion System.
En 2017, après une année sabbatique où il travaillait auprès d'organisateurs de courses comme les Quatre Jours de Dunkerque ou le Grand Prix de Denain, il s'engage dans l'équipe de club belge Asfra Racing Oudenaarde.

## Palmarès
- 2000
  - Prix de Saint-André-les-Vergers
- 2001
  - 3e étape du Ruban granitier breton[15]
- 2002
  - Grand Prix de la Ducasse de Marcoing
- 2004
  - Champion du Nord-Pas-de-Calais
  - Prix de Gouy-sous-Bellonne
  - 3e, 8e et 10e étapes du Tour du Faso
  - 2e du Grand Prix de Lambres-lez-Douai
- 2006
  - Grand Prix Lucien Van Impe
  - 2e du Circuit des bords flamands de l'Escaut
- 2007
  - Neuseen Classics
  - Delta Profronde
  - Vlaamse Havenpijl
  - Arno Wallaard Memorial
  - 3e étape de la Semaine cycliste OZ
  - 2e de la Puivelde Koerse
  - 3e du Championnat des Flandres
- 2008
  - 5e étape du Tour d'Andalousie[16]
  - 2e du Trofeo Cala Millor
- 2009
  - Grand Prix du 1er mai
  - Prix national de clôture
  - 3e de la Wanzele Koerse
  - 3e du Grand Prix de Denain
  - 3e de la Heistse Pijl
  - 3e de la Flèche du port d'Anvers
- 2010
  - Circuit du Pays de Waes
  - Grand Prix de Denain
  - Grand Prix de Tallinn-Tartu
  - 3e de l'Arno Wallaard Memorial
- 2011
  - Grand Prix de Lillers-Souvenir Bruno Comini
  - 3e de la Ronde pévéloise
- 2012
  - 1re étape du Paris-Arras Tour

## Classements mondiaux
| Année              | 2005  | 2006 | 2007 | 2008 | 2009 | 2010 | 2011 | 2012 | 2013 | 2014 |
| ------------------ | ----- | ---- | ---- | ---- | ---- | ---- | ---- | ---- | ---- | ---- |
| Classement ProTour |       |      |      | nc   |      |      |      |      |      |      |
| UCI Europe Tour    | 1134e | 287e | 24e  |      | 46e  | 29e  | 189e | 275e | nc   | nc   |

## Secteur pavé Denis Flahaut

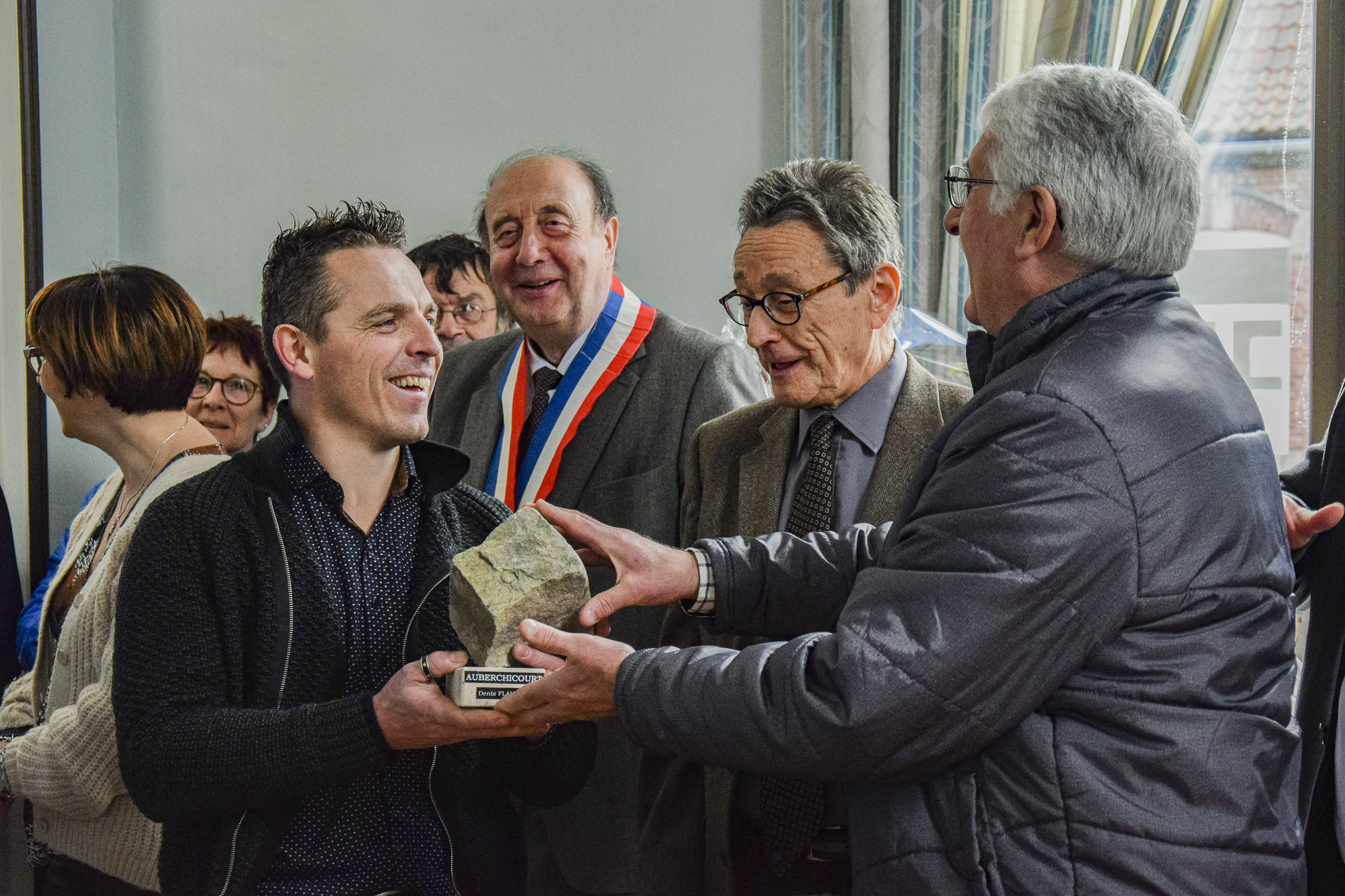
Remise du pavé d'honneur à Denis Flahaut en salle des mariages de la mairie d'Auberchicourt le 14 mars 2020.

Le 14 mars 2020, a été inauguré le secteur pavé de 1850 en grès de Lewarde au nom de "Denis Flahaut". Un secteur rejoignant la rue de Masny à Auberchicourt à l'arbre de la liberté de 1889 planté pour le centenaire de la révolution et à la chapelle Notre-Dame des Orages situés rue des hallots à Ecaillon. Le secteur pavé a été emprunté lors de neuvième étape Arras-Roubaix du Tour de France 2018 le 15 juillet 2018 et 6 000 cyclistes lors de la Paris-Roubaix VTT de 2018.
La stèle est placée au croisement avec la coulée verte qui a remplacé l'ancienne voie ferrée entre la Fosse Delloye, actuelle Centre historique minier de Lewarde et la Fosse Sainte-Marie des mines d'Aniche à Auberchicourt.

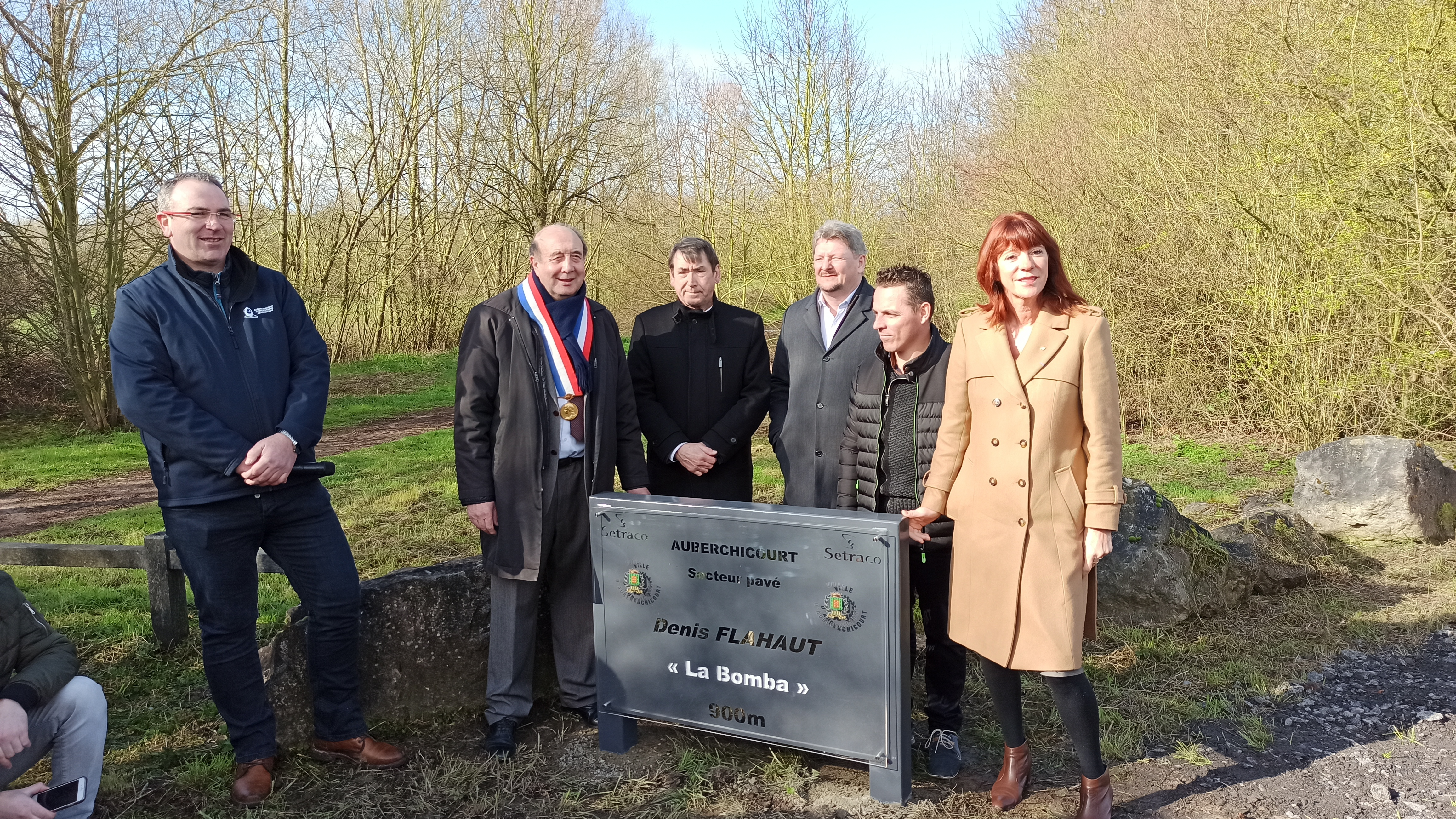
Inauguration le 14 mars 2020 du secteur pavé Denis Flahaut, dévoilement de la stèle en présence de Thierry Richard, président-fondateur de Auberchicourt compétitions ; Gilles Grévin, maire d'Auberchicourt ; Frédéric Delannoy, président de LA Communauté de communes Cœur d'Ostrevent ; Charles Beauchamp, conseiller départemental du Nord et Isabelle Choain, maire de Prouvy